# Дроздецький Павло Гаврилович
Павло Гаврилович Дроздецький  (1903, село Борки Себезького повіту Вітебської губернії, тепер Псковської області, Російська Федерація — липень 1979, місто Ленінград, тепер Санкт-Петербург, Російська Федерація) — радянський діяч органів державної безпеки, міністр державної безпеки Узбецької РСР, генерал-лейтенант (1945).

## Життєпис
Народився в селянській родині. З листопада 1918 до жовтня 1919 року працював чорноробом у господарському відділі Московсько-Віндаво-Рибінської залізниці в Петрограді. У жовтні 1919 року повернувся в рідне село Борки, був безробітним. У жовтні 1920 року влаштувався на роботу конторником, потім рахівником 16-ї ділянки служби шляху станції Ідриця Московсько-Балтійської залізниці. З травня до листопада 1925 року — відповідальний секретар станції Себет Московсько-Балтійської залізниці.
З листопада 1925 до жовтня 1927 року — молодший командир і політичний керівник (політрук) роти 33-го стрілецького полку РСЧА  в Ленінграді. 
Член ВКП(б) з травня 1926 року. 
З жовтня 1927до жовтня 1930 року завідував складом № 1 «Союзтрансу» в Ленінграді.

## В органах держбезпеки
В органах держбезпеки з  жовтня 1930 року. До квітня 1933 року служив співробітником в повноважному представництві ОДПУ по Ленінградському військовому округу.
З квітня 1933 до вересня 1936 року — співробітник обласного відділу ДПУ-УНКВС Карельської АРСР.
З вересня 1936 до травня 1937 року — оперуповноважений 4-го (таємно-політичного) відділу УДБ УНКВС по Ленінградській області. З 31 травня 1937 року — помічник начальника, з 2 вересня 1937 року — начальник 5-го відділення 4-го відділу УДБ УНКВС по Ленінградській області.
Учасник «великого терору» 1937—1938 рр. З санкції тодішнього начальника 4-го відділу УНКВД ЛО капітана ГБ Г. Г. Карпова сфабрикував справа про «антирадянську», «анархо-містичну», «терористичну» організацію «Орден тамплієрів». У ході розслідування цієї справи під тортурами обмовив себе і незабаром був розстріляний за антирадянську діяльність видатний сходознавець Ю. К. Щуцький.
У 1938 — травні 1939 року — начальник відділення 2-го відділу УДБ УНКВС по Ленінградській області. З травня до листопада 1939 року — заступник начальника 2-го відділу УДБ УНКВС по Ленінградській області.
У листопаді 1939 — листопаді 1940 року — начальник 2-го відділу УДБ УНКВС по Львівській області.
У листопаді 1940 — березні 1941 року — начальник 2-го відділу УДБ НКВС Української РСР. 
У березні — серпні 1941 року — начальник 3-го управління НКДБ Української РСР. 
13 серпня 1941 — 16 червня 1942 року — заступник начальника 3-го управління НКВС СРСР.  У серпні 1941 року працював  у складі оперативної групи НКВС, учасник депортації німців з Поволжя. 
16 червня 1942 — 7 травня 1943 року — начальник Управління НКВС по Челябінській області. 7 травня 1943 — 22 березня 1944 року — начальник Управління НКДБ по Челябінській області.
22 березня 1944 — 13 липня 1946 року —  заступник народного комісара (міністра) державної безпеки Української РСР. Керував планом ліквідації Української греко-католицької церкви (1945—1946).
13 липня 1946 — 3 квітня 1948 року —  начальник 5-го управління МДБ СРСР.
3 квітня 1948 — 3 січня 1951 року — начальник Управління МДБ по Свердловській області.
У 1949 році закінчив екстерном Свердловський юридичний інститут.
З 3 січня до 13 листопада 1951 року — міністр державної безпеки Узбецької РСР.
З листопада до січня 1952 року перебував у резерві МДБ СРСР.
28 січня 1952 — березні 1953 року — начальник Управління МДБ по Владимирській області. У березні — 16 липня 1953 року — начальник Управління МВС по Владимирській області.
3 вересня 1953 — 24 квітня 1954 року — заступник начальника Управління МВС по Новгородській області. З 24 квітня 1954 до 1956 року — заступник начальника Управління КДБ по Новгородській області.
До грудня 1956 року перебував у розпорядженні управління кадрів при РМ СРСР.
21 грудня 1956 року звільнений «через скорочення штатів». З серпня 1957 року — пенсіонер у Ленінграді.
Помер у липні 1979 року в Ленінграді (Санкт-Петербурзі).

## Звання
- молодший лейтенант державної безпеки (23.03.1936 р.);
- старший лейтенант державної безпеки (27.04.1939 р.);
- капітан державної безпеки (29.05.1940 р.);
- майор державної безпеки (23.11.1941 р.);
- комісар державної безпеки (14.02.1943 р.);
- комісар державної безпеки 3-го рангу (2.07.1945 р.)
- генерал-лейтенант (9.07.1945 р.).

## Нагороди
- три ордени Червоного Прапора (20.09.1943, 20.10.1944, 25.07.1949)
- орден Вітчизняної війни І ст. (10.04.1945)
- два ордени Червоної Зірки ( 24.11.1942, 3.11.1944)
- 10 медалей
- знак «Заслужений працівник НКВС» (28.05.1941)